# مايكل ديل

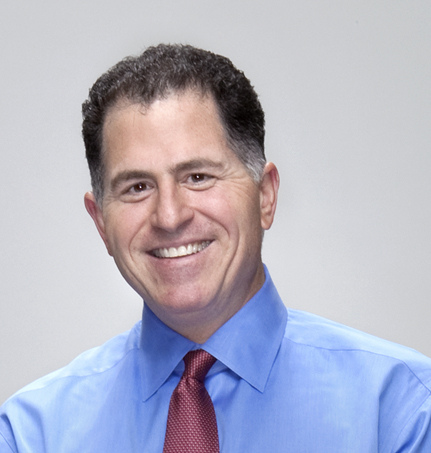

مايكل ديل (بالإنجليزية: Michael Dell) رجل أعمال والمدير التنفيذي لشركة ديل للحواسيب وهو أصغر المدراء التنفيذيين في قائمة أثرى 500 شخص في العالم.

## نشأته
ولد مايكل في مدينة هيوستن، تكساس وذلك في فبراير/شباط 1965م وهو الثاني في ترتيبه بين أخوته. أهتم ديل منذ طفولته بالحواسيب. حيث أشترى حاسوبه الأول من نوع أبل 2 وهو في الخامسة عشر من عمره وقام بتفكيكه ليرى كيف يعمل. وقام بعدها بسنتين بالتغيب عن المدرسة أسبوعا كاملا ليحضر مؤتمر حول الحواسيب.

## بداية ديل (الشركة)
ألتحق ديل بجامعة تكساس وبدأ ببيع الحواسيب وملحقاتها في عنبر الطلاب. إلا أنه ومع نهاية العام الدراسي أنتقل إلى شقة مملوكة. وقد توقف ديل عن الدراسة في عام 1984 م وأنشاء شركته ديل كومبيوتر برأس مال لم يتجاوز 1000 دولار. وقد كانت شركته تبيع الأجهزة مباشرة للعملاء متجاوزة الوسطاء. وقد كانت تلك الفكرة مبتكرة حينها.
وبعدها بعامين قدم ديل حاسوبا سرعته 12 ميغاهرتز وذلك في معرض كومديكس وكان سعر الجهاز 1.995 دولار منافسا يذلك جهاز ِABM الذي تبلغ سرعته 6 ميغاهرتز وسعره 3.995. وبعد أربع سنوات من إنشاء الشركة (عام 1988 م) بدأت ديل التعامل مع زبائن كبار منها شركات حكومية. وقد تمكن ديل من تحصيل ما يقارب الـ 30 مليون دولار بعد أن عرض شركته للاكتتاب الدولي العام. وقد تم اختيار شركة ديل كإحدى أفضل 500 شركة في عام 1992 م بواسطة مجلة "فورتشن". وفي عام 2003 م تم اختيار الشركة ضمن أكثر 10 شركات تستحوذ على ثقة المستهلكين من قبل شركة وول ستريت. وفي عام 1987 م أصبحت ديل أول شركة تقدم خدمة المنتجات على شبكة الإنترنت. وبدأت ديل تتوسع عالميا بافتتاحها لفرعها الأول في المملكة المتحدة. وكانت ديل تقدم التقنية بشكل أسرع من الشركات الأخرى والتي كانت تخطط ببطء وتوزع منتجاتها عبر قنوات غير مباشرة. وفي عام 1990 افتتحت الشركة مركزا للتصنيع في ليمبيرك بإيرلندا لخدمة أوروبا والشرق الأوسط. واما في مجال الأجهزة الدفترية فقد طرحت ديل أول أجهزتها الدفترية في عام 1991 م. وفي عام 1997 م قامت الشركة بشحن 10 ملايين جهاز حول العالم. وديل اليوم هي المزود الأكبر للمنتجات والخدمات.

## سيرته
تم تكريم السيد ديل عدة مرات لقيادته المثالية. وقد اختارته مجلة فورتشن كإحدى أكثر الشخصيات تأثيرا في مجال الأعمال وذلك عام 2003. واما جريدة فاينانشال تايمز فقد اختارته كرابع أفضل قائد على مستوى العالم. كما اختارته مجلة «إنستتيوشنال إنفزيتور» كأفضل مدير تنفيذي في مجال أجهزة الحاسب. وفي عام 2001 اختارته مجلة «تشيف إكزيكيوتف» كأفضل مدير تنفيذي للعام.
وقد أنهى ديل دراسته في ذات الجامعة التي بدأ فيها (جامعة تكساس). وألف كتابه بعنوان (مباشرة من ديل: الاستراتيجيات التي أحدثت طفرة في صناعة ما) وقد بدأت طباعته في عام 1999 وصنف ضمن أكثر الكتب مبيعا، وقد حكى في هذا الكتاب قصة شركته والاستراتيجيات التي أبتكرها. وقد عين ديل كمسؤول الإنترنت في المنتدى الاقتصادي العالمي. وكذلك فهو يعمل في اللجنة التنفيذية للجنة الأعمال العالمية وعضوا في مجلس الأعمال الأمريكي. وكما أنه يشغل منصب رئيس مشروع سياسة أنظمة الكومبيوتر. ويعمل بمجلس المستشارين للرئيس الأمريكي للعلوم والتقنية وبمجلس أدارة الأعمال الهندية. وقد تخلى ديل عام 2004 عن منصبه كمسؤول تنفيذي لشركة أبل ليحل محله كيفن رولينز ولكنه بقي محتفظا بمنصب الرئيس.

## حقائق حول مايكل ديل
- تبلغ ثروته حوالي 50 مليار دولار.
- من بين 691 ملياردير حول العالم هناك فقط 20 شخصا تقل أعمارهم عن الـ 40 عاما.

## روابط خارجية
- مايكل ديل على موقع الموسوعة البريطانية (الإنجليزية)
- مايكل ديل على موقع مونزينجر (الألمانية)
- مايكل ديل على موقع إن إن دي بي (الإنجليزية)